# Paus Silvester I
Silvester I, ook wel Sylvester I of Sint-Silvester (Sant'Angelo a Scala (Avellino), geboortedatum onbekend – Rome, 31 december 335) was de 33e paus van de Rooms-Katholieke Kerk. Hij vervulde de rol van paus van januari 314 tot aan zijn dood op 31 december 335. De feestdag Oudejaarsavond, ook wel Silvester, is naar hem vernoemd.

## Biografie
Onder zijn pontificaat werd Constantijn de Grote christen, waarmee de christelijke Kerk voorgoed een machtsbasis had. Dit leidde tot de Donatio Constantini, een (zoals later bleek valse) oorkonde die land aan de kerk schonk. Ook het verhaal dat Silvester de keizer eigenhandig gedoopt zou hebben, is niet waar. Over de twee leiders zijn vele andere verhalen geschreven, gebundeld in de Legende van Constantijn en Sylvester.
Tevens liet Sylvester veel van zich horen op het Eerste Concilie van Nicea, een concilie waarop onder andere het arianisme voorgoed veroordeeld werd en waar de eerste geloofsbelijdenis opgesteld werd, die de naam geloofsbelijdenis van Nicea-Constantinopel kreeg.
Silvester wordt als heilige vereerd. Zijn feestdag is bij de katholieken op 31 december, wat tevens zijn sterfdag was. De Grieks-Orthodoxe Kerk en Bulgaars-Orthodoxe Kerk herdenken hem op 2 januari. Hij is patroonheilige van de huisdieren, de goede oogst en het nieuwe jaar. De laatste dag van het jaar, zijn sterfdag, wordt vaak Silvester genoemd. Mede vanwege de legenden om hem heen en de langlopende strijd om de Donatie van Constantijn, geldt Silvester als een uiterst belangrijke paus, die vooral in de middeleeuwen erg veel vereerd werd.

## Legende van Constantijn en Sylvester
De Romeinse keizer Constantijn de Grote staat bekend als de eerste christelijke keizer. De ongedoopte keizer vond paus Silvester een sta in de weg voor zijn macht. De naam van de paus zou allang in de vergetelheid zijn geraakt, als zich niet het volgende had afgespeeld. Volgens de legende, leed keizer Constantijn aan lepra. Hij zou alleen maar kunnen genezen door te baden in kinderbloed. In de nacht, voordat de kinderen gedood zouden worden verschenen Petrus en Paulus aan Constantijn. Ze geboden de keizer om de paus te laten roepen. Toen de keizer door de paus gedoopt was, was hij meteen van zijn ziekte genezen. Als dank schonk Constantijn de paus een paleis. Gezeten op zijn paard en begeleid door de lopende keizer die zijn teugel vasthield kwamen de paus en de keizer bij het paleis aan. En geknield bood Constantijn de paus zijn tiara aan. De met geschenken overladen paus hield aan de wonderbaarlijke genezing van de keizer zelf ook iets over, een heiligverklaring. De feestdag hiervan valt op 31 december.
Cursief: tegenpaus